# فلم عرقي

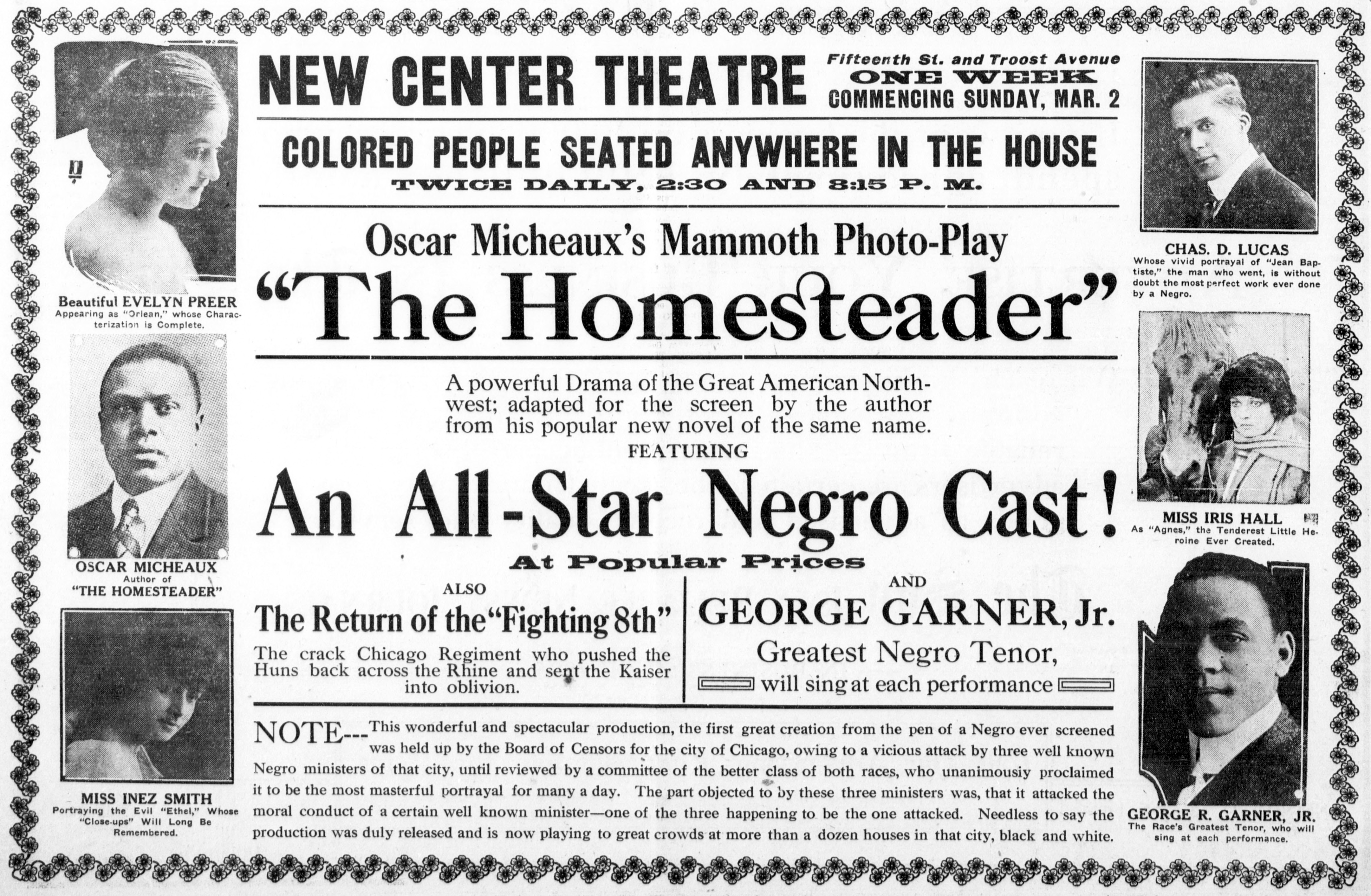

الفيلم العرقي هو نوع من الأفلام التي بدأ إنتاجها في الولايات المتحدة بين حوالي عام 1915 وأوائل الخمسينيات من القرن الماضي، ويشتمل هذا النوع على أفلام تضم ممثلين سود وموجهة بشكل أساسي للجمهور من ذوي البشرة السوداء أيضًا.
أنتج منها بشكل إجمالي ما يعادل 500 فيلم، ومن بين هؤلاء الأفلام بقي أقل من مئة فيلم. نظرًا لأن معظم الأفلام العرقية أنتجت خارج نظام إستوديو هوليوود فقد نسيها مؤرخو الأفلام السائدة إلى حد كبير حتى عاودت الظهور في الثمانينيات على شبكة بي إي تي. في يومهم، حظيت الأفلام العرقية بشعبية كبيرة خصوصًا بين رواد السينما الأمريكيين من أصل إفريقي، ولا يزال تأثيرها حاضرًا في السينما والتلفزيون الموجه إلى الأمريكيين من أصل إفريقي.
يُستخدم مصطلح «الفيلم العرقي» أحيانًا لوصف أفلام الفترة التي تستهدف جماهير الأقليات الأخرى. على سبيل المثال، فيلم سيلك بوكيه عام 1926 (المعروف أيضًا باسم ذا دراغون هورس) بطولة الممثلة الآسيوية الأمريكية آنا ماي وونغ والذي سُوّق للجمهور الأمريكي الصيني.

## التمويل والإنتاج

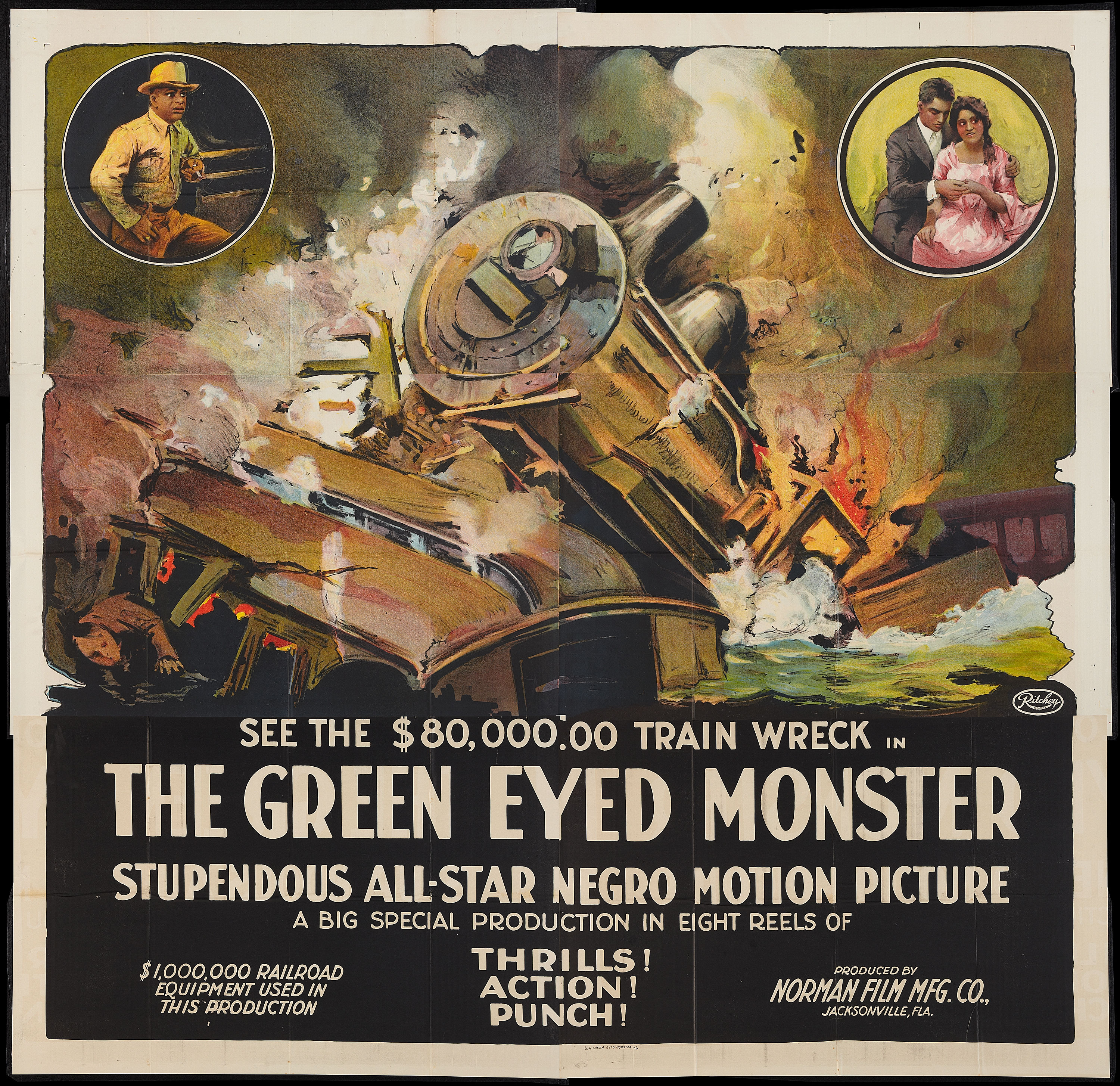
ملصق من فيلم الوحش ذو العين الخضراء عام 1919.

بدأ إنتاج الأفلام الأمريكية من أصل إفريقي الموجهة إلى شريحة الجماهير السود اعتبارًا من عام 1905، إلا أن معظم الأفلام العرقية أنتجت بعد عام 1915. أنتج ما يصل إلى 500 فيلم من الأفلام العرقية في الولايات المتحدة الأمريكية بين عامي 1915 و1952. ومثلما حصل لاحقًا بالنسبة لبدايات المسلسلات الكوميدية السوداء، فقد كان تمويل الأفلام العرقية في غالبيته من قبل شركات مالكيها من البيض مثل ليو بوبكين، وكذلك الأمر بالنسبة لكتابة النص والإخراج، مع ذلك فقد كان هناك أحد المنتجين، ألفريد إن. ساك، الذي كتب بعض الأفلام التي أخرجها وأدى دور البطولة فيها بعض من ذوي المواهب السود مثل سبنسر ويليامز.
أنتجت العديد من الأفلام العرقية من قبل شركات أفلام مالكيها من البيض خارج إطار صناعة السينما الأمريكية المتمركزة في هوليوود مثل مليون دولار برودكشنز في الثلاثينيات وتودي بيكتشرز في الأربعينيات. يُعد فيلم آ فوول آند هيز مني (1912) واحد من أقدم الأمثلة على الأفلام العرقية الموجهة لجمهور السود، من إخراج المهاجرة الفرنسية أليس غوي بلاتش لشركة سولاكس فيلم. كانت شركة ذا إيبوني فيلم في شيكاغو، التي أنشئت خصيصًا لإنتاج أفلام من تمثيل السود، تعود إلى مالكين ورؤساء من البيض.
كان هناك بعض الاستوديوهات المملوكة من قبل السود بما في ذلك شركة لينكولن موشن بيكتشر (1916-1921) وأبرزها شركة ميشو فيلم ومقرها شيكاغو التي تعود لأوسكار ميشو والتي استمرت من 1918 إلى 1940. سوّق ميشو على ملصقاته الإعلانية أن أفلامه كُتبت وأنتجت بشكل حصري من قبل الأمريكيين من أصل إفريقي. أصدرت أستور بيكتشرز أيضًا العديد من الأفلام العرقية وأنتجت بيوير مع لويس جوردان.
اختفت الأفلام العرقية خلال خمسينيات القرن الماضي بعد أن ساهمت مشاركة الأمريكيين من أصل إفريقي في الحرب العالمية الثانية في تمثيل الممثلين السود للعديد من الأدوار الرئيسية في العديد من إنتاجات هوليوود التي ركز معظمها على بعض القضايا الكبرى مثل العنصرية والتكامل، مثال عليها بينكي من بطولة إيثل ووترز، هوم أوف ذا بريفز بطولة جيمس إدواردز، إنترودر إن ذا دست عام 1949 ونو واي آوت عام 1950 الذي كان أول ظهور للممثل البارز سيدني بواتييه. آخر فيلم عرقي معروف كان فيلم مغامرات غامض عام 1947 بعنوان كاريب غولد.